# Лисицин Микола Васильович
Микола Васильович Лисицин (1891, село Добріно Волоколамського повіту Московської губернії, тепер Лотошинського міського округу Московської області, Російська Федерація — розстріляний 22 серпня 1938, місто Москва, тепер Російська Федерація) — радянський діяч, народний комісар землеробства РРФСР. Член Центральної контрольної комісії ВКП(б) у 1923—1930 роках, член Президії ЦКК ВКП(б) з 2 червня 1924 по 26 червня 1930 року. Член ВЦВК і ЦВК СРСР.

## Життєпис
Народився в селянській родині.
Член РСДРП(б) з 1910 року. 
Вів нелегальну партійну роботу в містах Твер, Кострома, Вологда, Воронеж. За революційну діяльність був декілька разів заарештований та засланий.
Після Лютневої революції 1917 року — голова Острогозької ради робітничих, солдатських і селянських депутатів Воронезької губернії. Брав участь у Жовтневому перевороті 1917 року.
З листопада 1917 року — член виконавчого комітету Московської ради робітничих і солдатських депутатів. З січня 1918 року — член президії Московського обласного виконавчого комітету рад робітничих, солдатських та селянських депутатів. 20 вересня — 16 листопада 1918 року — секретар Московського обласного виконавчого комітету рад робітничих, солдатських та селянських депутатів, але до виконання обов'язків не приступив через відсутність у Москві.
У квітні 1919 — 1920 року — завідувач інформаційно-статистичного відділу ЦК РКП(б). У 1920—1922 роках — завідувач відділу інформації ЦК РКП(б). У 1922 році — завідувач організаційно-інструкторського відділу ЦК РКП(б).
З 1924 по 1930 рік — член Президії Центральної контрольної комісії ВКП(б). Одночасно з 1924 року — член Комісії з обліку та реалізації державних фондів (КомЕКОСО по Держфондах) Ради праці та оборони СРСР.
У 1927—1929 роках — заступник народного комісара робітничо-селянської інспекції Російської РФСР.
У 1929—1930 роках — заступник голови Ради Спілок сільськогосподарської кооперації.
У 1930 — 17 травня 1934 року — заступник народного комісара землеробства РРФСР.
17 травня 1934 — грудень 1937 року — народний комісар землеробства РРФСР.
27 лютого 1938 року заарештований органами НКВС. 22 серпня 1938 року Військовою колегією Верховного суду СРСР за звинуваченням в участі в діяльності контрреволюційної терористичної організації засуджений до страти. Розстріляний того ж дня на полігоні «Комунарка» біля Москви.
Реабілітований 26 січня 1957 року ухвалою Військової колегії Верховного суду СРСР 